# 和睦路 (台中市)
和睦路為臺灣臺中市圍繞清泉崗機場北邊的道路，是神岡區與沙鹿區之間的主要平面道路，也是神岡區通往臺中航空站主要的聯外道路，全長約9.8公里。東接神岡區神清路，西接沙鹿區中航路。

## 歷史
- 2012年4月11日：道路命名核定生效。[1]
- 2012年9月9日：門牌整編生效。[2]

## 行經行政區域
- 神岡區：一段
- 清水區：二段至三段
- 沙鹿區：三段

## 車道配置
- 和睦路一段－三段：雙向二車道

## 分段

### 整併前各道路
- 神岡區和睦路：直接變更為和睦路一段。
- 清水區舊庄路：僅舊庄路部分整編為和睦路一段及和睦路二段，舊庄路其他部分未變更。
- 清水區中73鄉道：僅中73鄉道部分整編為和睦路二段，中73鄉道其他部分變更為和睦路三段。
- 清水區東山路：僅東山路部分整編為和睦路三段，東山路其他部分未變更。
- 清水區神清路（清泉崗基地以西）：直接變更為和睦路三段。
- 沙鹿區神清路：直接變更為和睦路三段。

### 整併後分段
- 一段：神岡區神清路－清水區神清路
- 二段：清水區神清路－中73鄉道（仕興機械）
- 三段：中73鄉道（仕興機械）－中航路

## 本道路客運
臺中市公車
| 編號 | 業者     | 路線                           | 行駛區間                 | 備註                     |
| ---- | -------- | ------------------------------ | ------------------------ | ------------------------ |
| 14   | 台中客運 | 干城站－舊庄                   | 三民路－神清路－楊厝一街 | 部分班次延駛南清宮       |
| 91   | 豐原客運 | 新社山環線（舊庄－中興嶺）     | 神清路－中航路           | 部分班次延駛臺中國際機場 |
| 164  | 巨業交通 | 清水國中－楊厝里               | 頂三庄路－中航路           |                          |
| 165  | 巨業交通 | 清水國中－舊庄                 | 神清路－中航路           |                          |
| 182  | 豐原客運 | 豐原東站－清水（經新庄）         | 神清路－中航路           |                          |
| 183  | 豐原客運 | 豐原東站－臺中港郵局（經新庄）   | 神清路－中航路           |                          |
| 185  | 豐原客運 | 豐原東站－清水（經東山）       | 神清路－中航路           |                          |
| 186  | 豐原客運 | 豐原東站－臺中港郵局（經東山） | 神清路－中航路           |                          |

## 沿線設施
一段（連結神岡區神清路）
- 圳堵公園
- 中華郵政神岡圳堵郵局
- 臺中市神岡區圳堵國民小學

神清路
二段
舊庄溪
- 清泉崗高爾夫球場

頂三庄路（往大楊國小）
中73鄉道
三段
- 清泉崗空軍基地
- 潭雅神綠園道（舊台鐵神岡線改建，與和睦路平行）

東山路（往吳厝國小）
中航路一段